# Mutterseelenallein

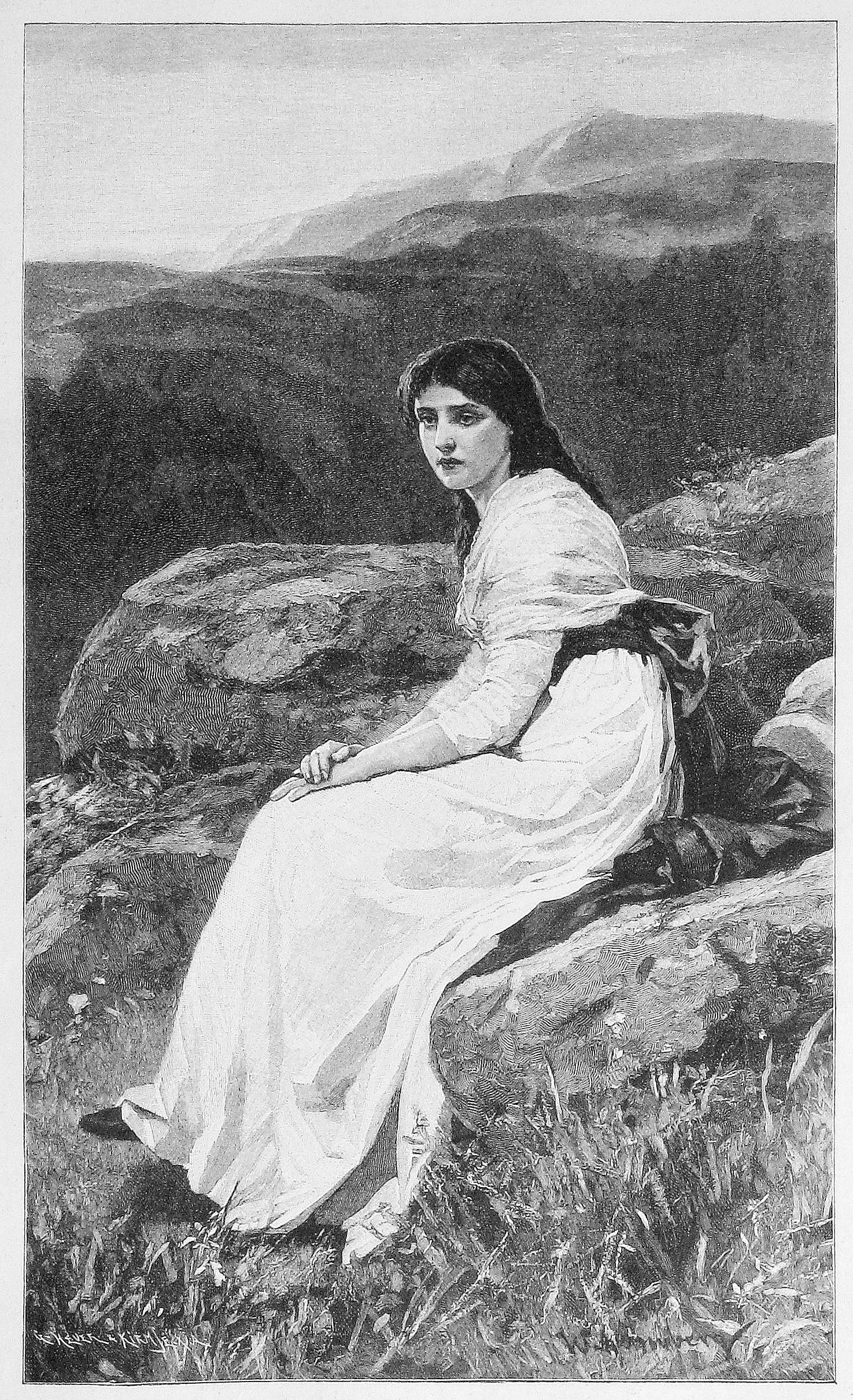
Mutterseelenallein

„Mutterseelenallein“ steht als Begriff der deutschen Sprache für die größtmögliche Einsamkeit, d. h., dass jemand „allein in bezug auf alle Menschen“ ist. Der Begriff wird im Deutschen als Steigerungsform von „alleine“ verwendet und drückt den Zustand völliger Verlassenheit und Verzweiflung aus. Er hat im 19. Jahrhundert eine so hohe emotionale Aufladung erfahren, dass die Wortentwicklung dadurch mythisch verdeckt wurde. Im heutigen umgangssprachlichen Gebrauch ist das Wort weitgehend entemotionalisiert, drückt also nicht mehr unbedingt einen Zustand der Verlassenheit und Verzweiflung aus. Beispiel: „Er stand mutterseelenallein an der Bushaltestelle“ für „Er stand ganz allein an der Bushaltestelle.“
Beispiel: „Da stand ich nun unter Gottes freiem Himmel wieder auf dem stillen Platze mutterseelenallein, wie ich gestern angekommen war.“ (Joseph von Eichendorff: Aus dem Leben eines Taugenichts.)

## Etymologie
Die Wortherkunft war zwischen Romanisten und Germanisten lange umstritten, konnte jedoch durch den Romanisten Kurt Baldinger 1956 geklärt werden. „Gefühlvollere“ bzw. mythisierende Erklärungen der Wortherkunft halten sich allerdings bis heute.

### Germanistische Erklärung
Die Brüder Grimm listen 1854 die Steigerungsmöglichkeiten von ein auf: einsam, allein, ganz allein, mutterallein, mutterseelenallein.
Der Begriff Mutterseele kann in eine ältere, umgangssprachliche und eine jüngere, gehobene Begriffsentwicklung unterschieden werden:
- Der ältere Begriff Mutterseele (nach Albertsen „Mutterseele I“) ist eine umgangssprachliche, verstärkende Metapher für „Mensch“ oder „Menschenseele“ (analog zum Ausdruck keine Menschenseele).
- Der jüngere Begriff Mutterseele (nach Albertsen „Mutterseele II“) ist eine selten verwendete Wortentwicklung der gehobenen Sprache, der eine Mutter selbst bzw. die Seele einer Mutter bezeichnet.

Im Zuge der emotionalen Aufladung des deutschen Wortschatzes im 19. Jahrhundert wurden insgesamt die „Tiefen des deutschen Volksgemüts“ zunehmend betont und die Mythisierung des Begriffs befördert.
Für diese Aufladung der deutschen Sprache über Familienmetaphern, die breit verständlich waren sowie vereinfachend, sinnstiftend und emotionalisierend wirkten, gibt es zahlreiche weitere Beispiele: Muttersprache (= Erstsprache), Mutter Germania (= Nationskörper), Nationsfamilie (= Nation), Vater Staat (= Kopf der Nation).

### Romanistische Erklärung
Romanisten erklärten den Begriff als Gallizismus. Das Französische moi tout seul – „ich ganz allein“ – sei von hugenottischen Glaubensflüchtlingen in Berlin benutzt worden, um ihre Heimatentwurzelung auszudrücken. Dieses moi tout seul habe in der phonetischen Eindeutschung zunächst mutterseel ergeben. Um den ursprünglichen Sinn des Wortes zu erhalten, sei eine Erweiterung um allein (franz. seul) erfolgt. Diese Interpretation wird dezidiert angezweifelt.

## Belege
1. ↑  Leif Ludwig Albertsen: Mutterseele, mutterseelenallein, in: Zeitschrift für Deutsche Sprache, Bd. 24/1967, S. 121.
2. ↑  Joseph von Eichendorff: Aus dem Leben eines Taugenichts. Achtes Kapitel bei zeno.org, abgerufen am 7. September 2009
3. ↑  Kurt Baldinger: Mutter (seelen) allein, mutternackt - mere-seul, mere-nu. Ein Beispiel germanisch-romanischer Wortbeziehungen, in: Zeitschrift für romanische Philologie, Bd. 72/1956, Heft 1–2, S. 88–107
4. ↑  Leif Ludwig Albertsen: Mutterseele, mutterseelenallein, in: Zeitschrift für Deutsche Sprache, Bd. 24/1967, S. 121.
5. ↑  Jacob Grimm, Wilhelm Grimm: Deutsches Wörterbuch. Leipzig 1854, S. 211.
6. ↑  Leif Ludwig Albertsen: Mutterseele, mutterseelenallein, in: Zeitschrift für Deutsche Sprache, Bd. 24/1967, S. 118–121.
7. ↑  Désirée Waterstradt: Prozess-Soziologie der Elternschaft. Nationsbildung, Figurationsideale und generative Machtarchitektur in Deutschland. Münster 2015, ISBN 978-3-95645-530-8.
8. ↑  Hinrich Schmidt-Henkel: Das Wort: Mutterseelenallein. In: arte-tv.com. Sendung vom 9. April 2006 (auf YouTube) (Text auf archive.today) (Memento vom 30. Januar 2016 im Internet Archive).
9. ↑  Carlo Michael Sommer: Mutterseelenallein. In: Wortverloren. 19. Mai 2012, abgerufen am 31. Juli 2021 (deutsch).
10. ↑  SWRWissen: Was ist der Ursprung des Ausdrucks „mutterseelenallein“? Abgerufen am 31. Juli 2021.